# Christine Ferlampin-Acher
Christine Ferlampin-Acher (1963) est professeur de langue spécialisée dans la littérature médiévale à l'université Rennes II, en particulier celle qui a trait au merveilleux. Elle travaille aussi sur les romans arthuriens de la fin du Moyen Âge, en particulier Perceforest et Artus de Bretagne.